# Mondragone (Kampanien)
Mondragone ist eine italienische Kleinstadt mit 28.616 Einwohnern (Stand 31. Dezember 2023) in der Provinz Caserta, welche zu der Region Kampanien (Campania) gehört. Die Gemeinde hat eine Fläche von 54,40 Quadratkilometer und liegt 10 Meter über dem Meeresspiegel.
Nördlich der Kleinstadt liegt der Ortsteil Le Vagnole.

## Geschichte
In Mondragone gibt es ein Archäologisches Museum (Museo Civico di Mondragone), das Zeugnisse aus der Stadt und ihrer Umgebung zeigt. Es werden hier Zeugnisse aus der Epoche zwischen Steinzeit (etwa 23.000 Jahre vor Christus) und Mittelalter aufbewahrt. Einen besonderen Sammlungsteil bildet die Kollektion von Gegenständen aus der römischen Kolonie civium romanorum sinuessa.
Die Stadt erlangte eine gewisse Bekanntheit über ihre Region hinaus, weil auf ihrem Gebiet ein Marmor abgebaut wurde, der zur Ausgestaltung im Palast von Caserta Anwendung fand.

## Persönlichkeiten
- Vincenzo Delle Donne (* 1957), deutsch-italienischer Journalist, Autor, Dozent und Übersetzer